# Salmo 34
Il salmo 34 (33 secondo la numerazione greca) costituisce il trentaquattresimo capitolo del Libro dei salmi.
È tradizionalmente attribuito al re Davide. È utilizzato dalla Chiesa cattolica nella liturgia delle ore.